# AirBaltic

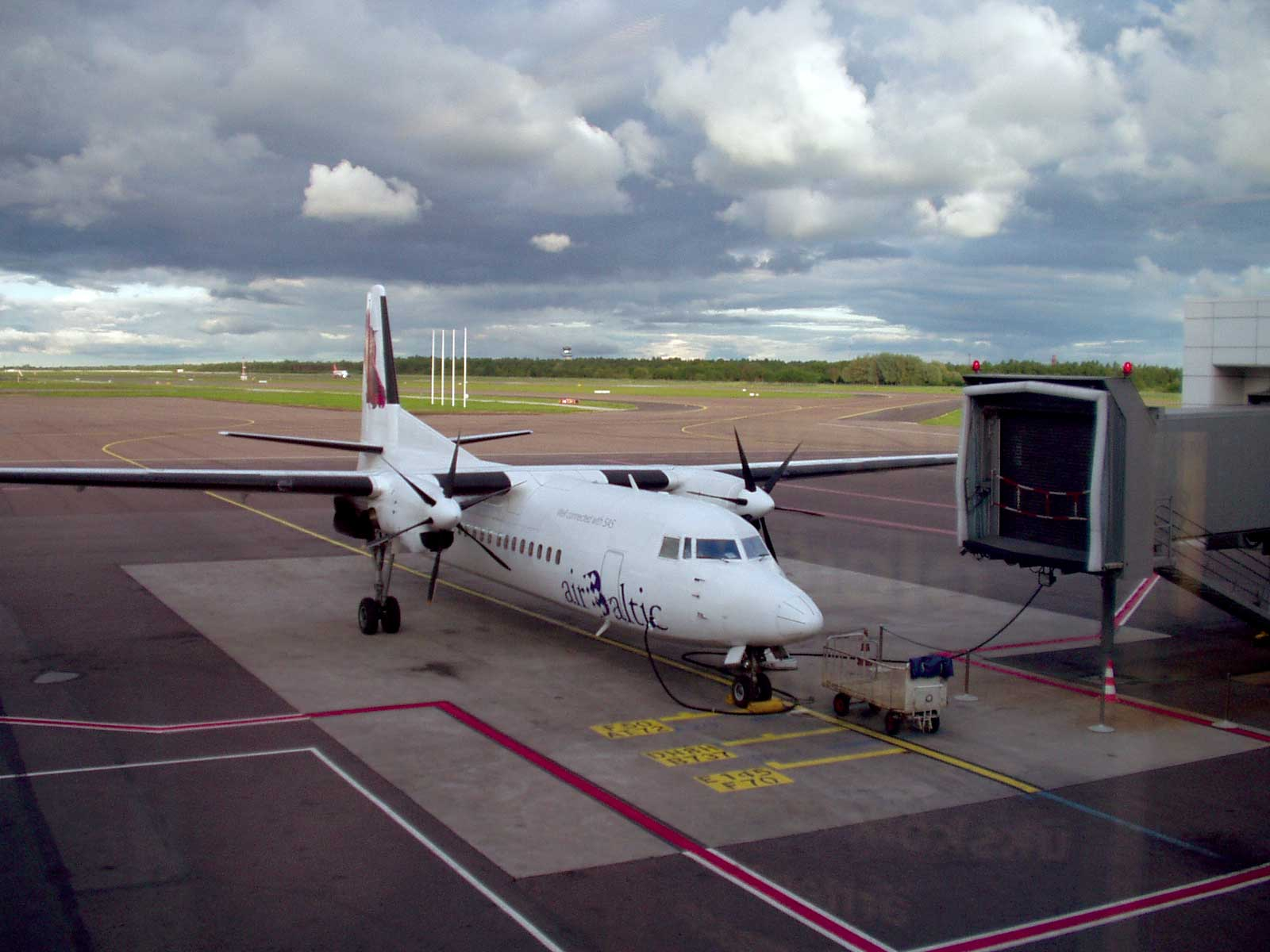
Самолёт Fokker 50 компании airBaltic

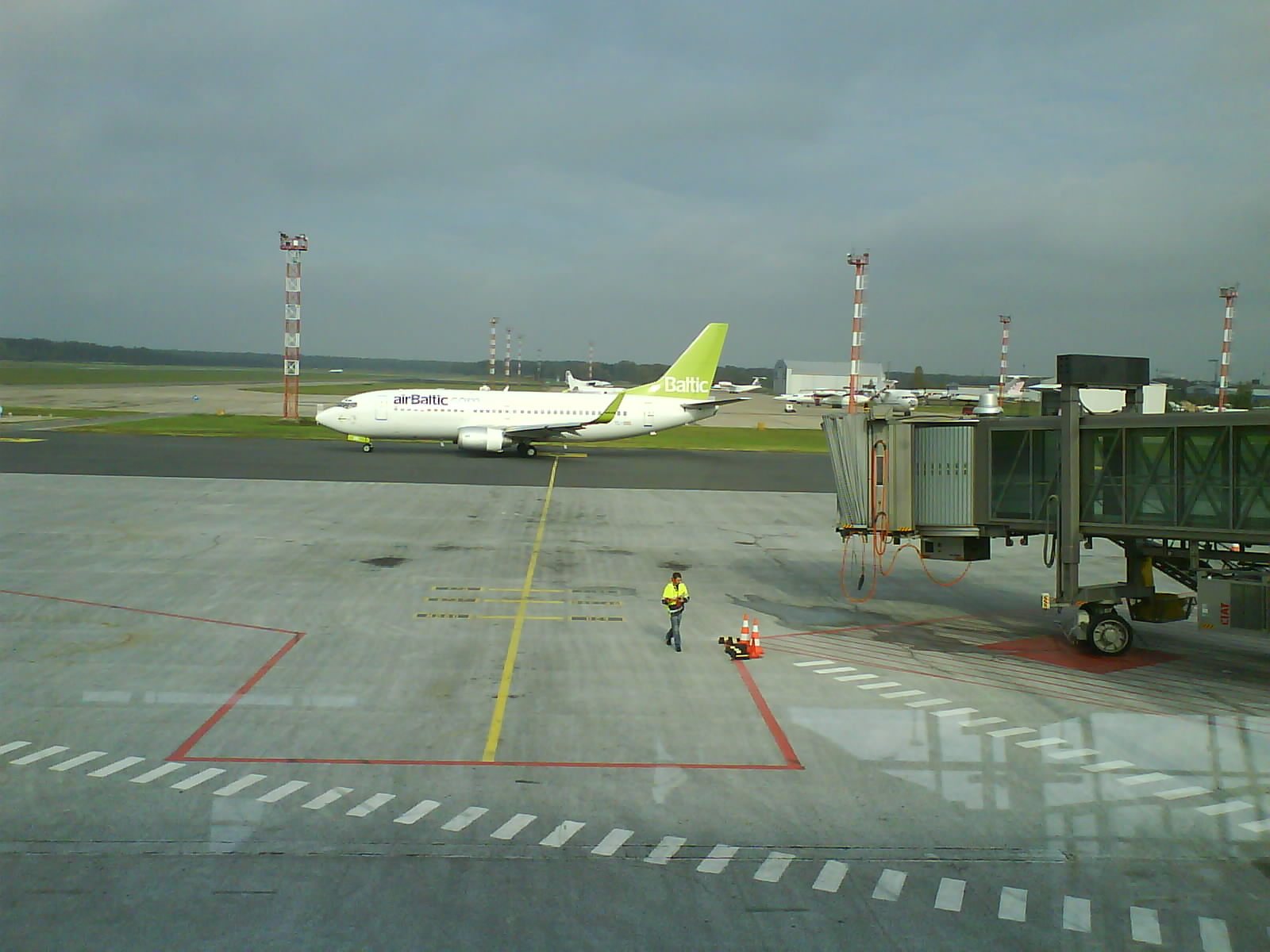
Самолёт airBaltic в Рижском аэропорту

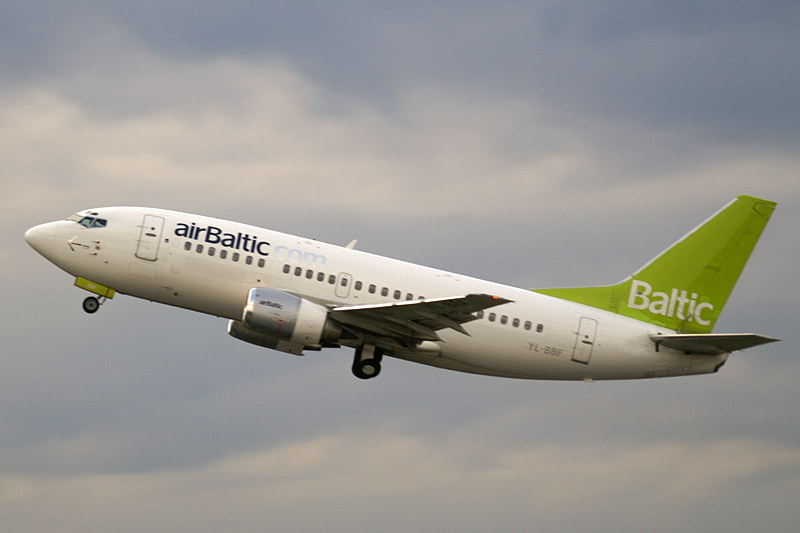
Boeing 737—500

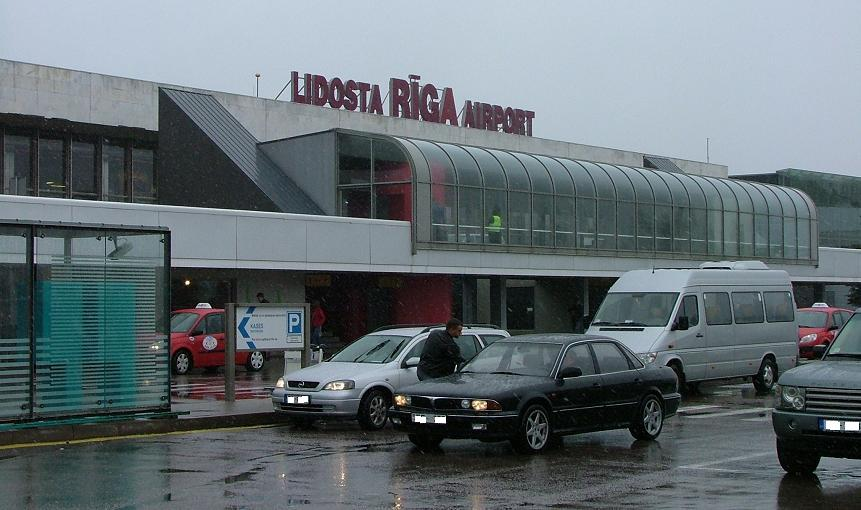
Рижский международный аэропорт — главный хаб и местонахождение главного офиса AirBaltic

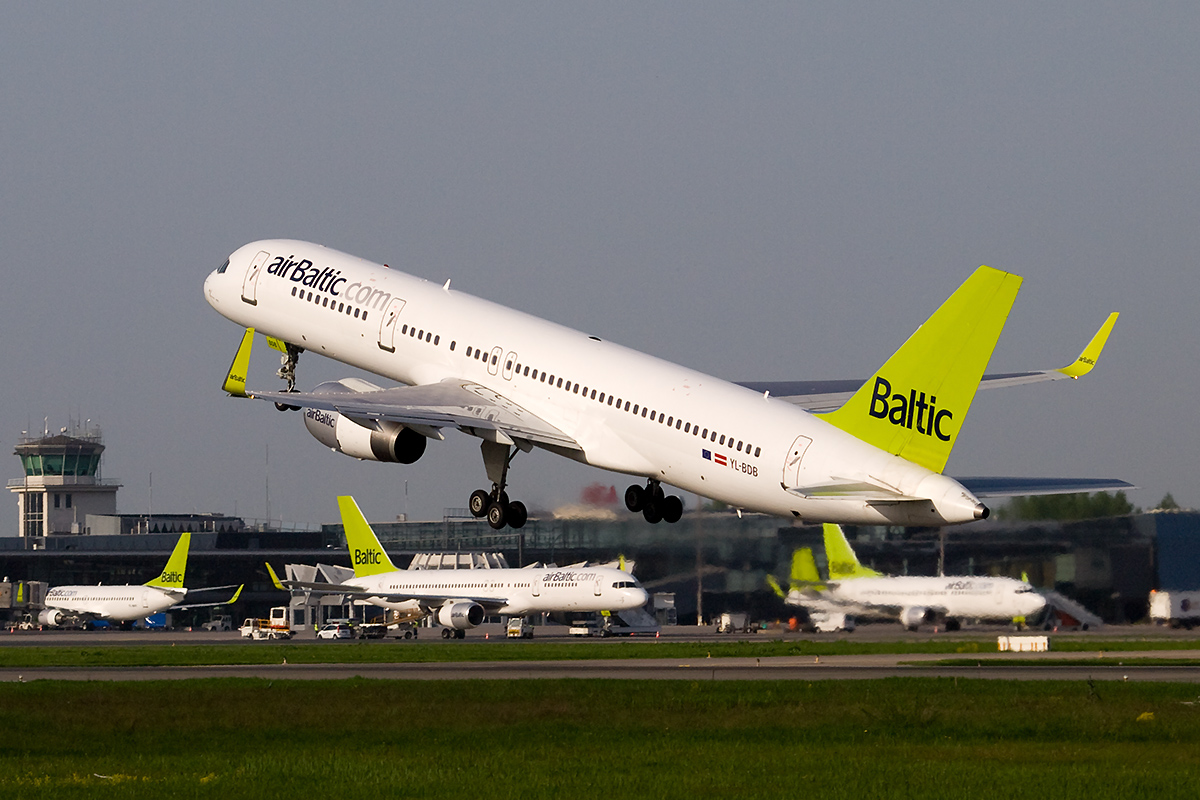
Boeing 757−200WL airBaltic взлетает в Рижском международном аэропорту

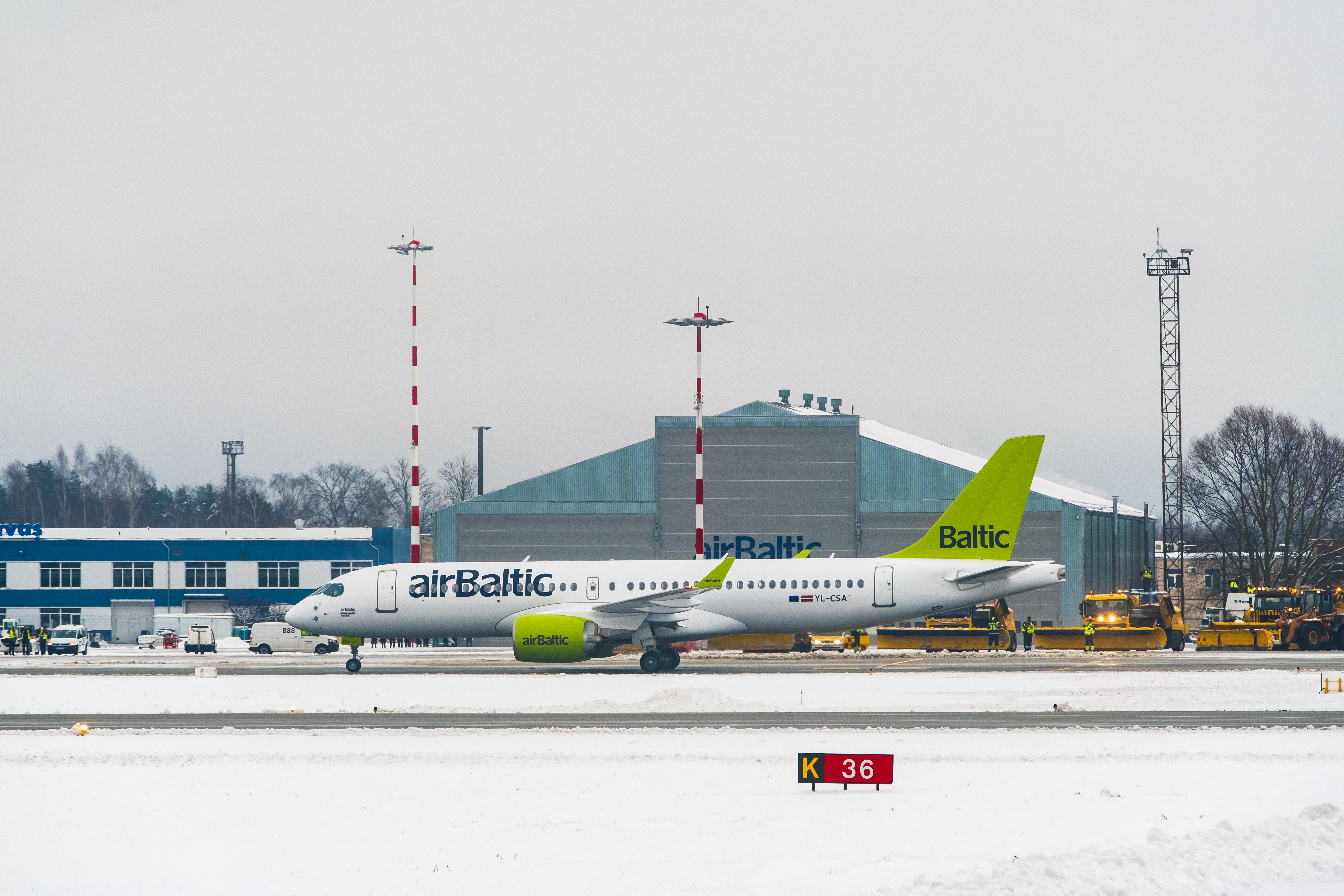
Airbus A220-300 (Bombardier CS300) в ливрее компании

airBaltic — латвийская национальная авиакомпания, совершающая пассажирские и грузовые перевозки. Штаб-квартира расположена в Риге. Имеет четыре базовых аэропорта: Рижский международный аэропорт (основной) и три дополнительных — Международный аэропорт «Вильнюс» в Литве, Таллинский аэропорт им. Леннарта Мери в Эстонии и аэропорт Тампере в Финляндии. В составе воздушного флота компании в настоящее время находятся 46 воздушных судов. Ожидается, что в ближайшие годы флот авиакомпании будет расширен до 100 самолётов.
airBaltic четыре года подряд признана самым пунктуальным авиаперевозчиком в мире.

## История
28 августа 1995 года был подписан договор об образовании совместного предприятия «Air Baltic Corporation SIA» для осуществления прямых полётов из Риги. Акционеры на 1995 год: Латвийская Республика — 51 %, авиакомпания Скандинавские авиалинии (SAS) — 29 %; Baltic International USA — 8 %; Swedfund International AB — 6 %; инвестиционный фонд «Danish Investment Fund for Central and Eastern Europe». 1 сентября того же года авиакомпания начала осуществлять свои полёты на самолёте Saab 340. Через несколько месяцев, а именно 4 января 1996 года, флот авиакомпании пополнился первым AVRO RJ70. В этом же году airBaltic вступил в программу SAS EuroBonus. В ноябре 1998 года airBaltic ввела в эксплуатацию самолёт Fokker 50. В июне 1999 года авиакомпания решила отказаться от маломестных самолётов Saab 340 из-за роста пассажиропотока. В сентябре 1999 года airBaltic начинает деятельность согласно общим требованиям Европейской авиации (JAR Ops.).
В июне 2000 года состоялось учреждение совместного предприятия airBaltic «Baltic Cargo Center». Компании SAS и Globe Ground построили современный терминал грузовых перевозок в Рижском аэропорту; также airBaltic получил статус особого расположения SAS «Well Connected with SAS». В апреле 2003 года airBaltic начинает продажу авиабилетов через Интернет. 24 ноября 2003 года airBaltic пополнила свой флот первым Боинг 737-500, что позволило открыть маршруты на более дальних расстояниях от Риги.
1 июня 2004 года после вхождения стран Балтии в договор «Открытое небо» airBaltic открывает новую базу в Вильнюсе, откуда авиакомпания начинает выполнять полёты в различные города Европы. 27 октября airBaltic провела ребрендинг.
В сентябре 2005 года авиакомпания возобновила полёты между латвийскими городами, прерванные 14 лет назад, а именно из Риги в Лиепаю. Полёты стали сезонными. 28 ноября 2005 года airBaltic стала официальным представителем Singapore Airlines Cargo в Латвии. В декабре того же года авиакомпания обслужила своего миллионного пассажира.
Летом 2006 года была расширена сеть авиамаршрутов, в том числе открыт рейс из российского города Калининград в Копенгаген. 18 декабря флот airBaltic пополнился первым самолётом Боинг 737-300. В 2007 году авиакомпания сделала маршрут из Риги в Лиепаю регулярным, а также открыла из последней первые рейсы за границу: в Копенгаген и Гамбург. Летом 2007 года авиакомпания первой в странах Балтии ввела услугу покупки билетов через Интернет.
В марте 2008 года airBaltic сообщила о крупнейшем расширении флота в Балтийском регионе, пополнив свой флот самолётами Bombardier и Боинг 757. 8 апреля 2008 года авиакомпания снова увеличила свой флот, взяв в аренду первые два среднемагистральных самолёта Боинг 757—200.
24 марта 2009 года airBaltic официально заявила о намерении создать одноимённую сеть такси с целью упорядочить рынок этой столь важной сферы услуг и пресечь случаи мошенничества таксистов. «Пришёл момент привести в порядок рижский рынок такси, пока не стало слишком поздно и окончательно не испорчено впечатление об отношении Латвии к своим туристам», — отметил исполнительный директор компании Бертольт Флик.
В 2009 году вице-мэр Риги, бывший министр сообщения Айнарс Шлесерс инициировал создание Рижского агентства по развитию туризма и бренда Live Riga, ориентированного на привлечение туристов и транзитных пассажиров в аэропорт «Рига» и авиакомпанию airBaltic. Авиакомпания, а также Рижская дума, Латвийская ассоциация гостиниц и ресторанов (LVRA) и Латвийская ассоциация турагентов (ALTA) вошли в число учредителей бренда. Его целью было увеличить удельный вес туристической отрасли в ВВП на 15-20 % в год, что позволяет на каждый миллион привлечённых туристов создать 10 тыс. новых рабочих мест, и наращивать экспорт услуг. Рижская дума выделила на развитие туристического потенциала столицы 1 млн латов.
1 ноября 2009 airBaltic запустила собственную программу поощрения пассажиров — BalticMiles. В июне 2010 года airBaltic открыла первый велопрокат самообслуживания в Балтии. В велопарке BalticBike представлены 100 двухколёсных велосипедов, которые можно найти в 11 легко доступных палатках в Риге и Юрмале. В мае 2013 года проект проката был закрыт, а договоры с муниципалитетом об аренде земли под стоянки досрочно расторгнуты в марте.
В сентябре 2011 года airBaltic подала в суд заявление о правовой защите, как пояснил Флик — из-за того, что государство не соглашалось на увеличением основного капитала компании. В октябре было подписано соглашение о спасении компании, предусматривающее предоставление государством кредита для компании при условии отзыва заявления о правовой защите в суд и пересмотра устава компании. Соглашение предусматривало также отставку Б. Флика и возврат компании её торговой марки.
В 2014 году первой из авиакомпаний начала принимать оплату в Bitcoin. 10 января 2023 Air Baltic объявила, что оснастит весь свой парк самолётов Airbus A220-300 системой подключения к Интернету Starlink от SpaceX. Каждый пассажир получит бесплатный высокоскоростной доступ в Интернет на всех рейсах Air Baltic, тем самым Air Baltic станет первой авиакомпанией в Европе, запустившей на борту высокоскоростной, безлимитный и бесплатный спутниковый интернет.

## Флот
В состав воздушного флота airBaltic в настоящее время[когда?] входит 4 типа воздушных судов, учитывая арендованные самолёты. Так произошло из-за того, что новейший «A220» превосходил все бывшие самолёты авиакомпании. Ранее у авиакомпании эксплуатировались: 4 «BAe 146», 12 «Bombardier DHC-8», 10 «Fokker F50», 9 «Boeing 737-300» и 11 «Boeing 737-500», 2 «Boeing 757-200». «A220» был намного экономичнее, экологичнее, и вообще лучше во всём. Двигатели «A220» являются одними из самых совершенных. Именно из-за этого авиакомпания заменила весь флот на «A220».
В сентябре 2023 года флот авиакомпании Air Baltic состоит из 46 самолётов, средний возраст которых 2,8 лет. Всего у производителя заказано более 50 самолётов Airbus A220, с опционом ещё на 30 воздушных судов Airbus A220-300, которые должны быть введены в эксплуатацию к началу 2024 года 

## Показатели деятельности
В настоящее время airBaltic обслуживает около 90 пунктов назначения. Из каждой столицы и Тампере через Северный транзитный узел в Риге airBaltic предлагает полёты с пересадками в рамках сети своего полёта, сети, охватывающей Европу,  Скандинавию, СНГ и Ближний Восток.
Авиакомпания в 2012 г. перевезла 3,089 млн пассажиров. В 2009 году было перевезено 2,757 млн пассажиров (рост на 6 %, в 2008 году — 2,590 млн при росте на 29 %).
В 2017 году авиакомпания перевезла 3 523 300 пассажиров, что на 22 % больше, чем в 2016 году.
В 2019 году авиакомпания перевезла  5 049 317 пассажиров, что на 22 % больше, чем в 2018 году.

## Владельцы
Крупнейшим акционером авиакомпании является Латвийская Республика. В настоящее время государству принадлежат 97 % акций airBaltic, остальные 3 % акций авиаперевозчика принадлежит датскому предпринимателю Ларсу Туэсену, через принадлежащую исключительно ему фирму Aircraft Leasing 1 SIA.

## Партнёры
Код-шеринговые соглашения заключены с авиакомпаниями:
- Аэрофлот (SkyTeam) (
  - 2022 — в феврале 2022 года Delta и KLM прекратили действие код-шерингового соглашения с Аэрофлотом в связи с российским вторжением на Украину. 27 апреля Аэрофлот и SkyTeam объявили о приостановлении членства Аэрофлота в альянсе. Сотрудничество остановлено).
- Air Astana
- Aegean Airlines (Star Alliance)
- Air Malta
- Atlasjet Airlines
- Alitalia (SkyTeam)
- Armavia
- Austrian Airlines (Star Alliance)
- Azerbaijan Airlines
- Белавиа (Сотрудничество остановлено)
- British Airways (Oneworld)
- Brussels Airlines (Star Alliance)
- Georgian Airways
- Emirates
- Finnair (Oneworld)
- Hainan Airlines
- Jet Airways
- Lufthansa (Star Alliance)
- Luxair
- KLM (SkyTeam)
- Rossiya-Russian Airlines (Сотрудничество остановлено)
- TAROM (SkyTeam)
- TAP Portugal (Star Alliance)
- SAS Scandinavian Airlines (Star Alliance)
- Uzbekistan airways
- Qatar Airways

## Происшествия
- В августе 2015 года экипаж самолёта компании airBaltic был задержан в Норвегии после непрохождения теста на алкоголь[22]. Командир экипажа, второй пилот и 2 стюардессы отправились в тюрьму на разные сроки по законам этой страны[значимость факта?].
- 17 сентября 2016 года у самолёта airBaltic, выполнявшего рейс BT641 по маршруту Рига — Цюрих, возникли проблемы с передними шасси, в связи с чем самолёт был вынужден совершить в Риге аварийную посадку[23][24].
- 6 декабря 2017 года самолёт Boeing 737-500, выполняющий рейс BT428 из Риги в Москву, во время посадки в аэропорту Шереметьево выкатился за пределы взлётно-посадочной полосы. Никто из пассажиров и членов экипажа не пострадал. Дефектов на самолёте не обнаружено[25].
- 3 декабря 2021 года самолёт Airbus A220 (бортовой номер YL-CSE), выполнявший рейс BT102 из Стокгольма в Ригу, выкатился с рулёжной дорожки из-за плохих погодных условий. Все 44 пассажира и члены экипажа не пострадали. На борту находился Министр иностранных дел Латвии Эдгар Ринкевич[26].
- 8 марта 2023 года самолёт Airbus A220   (бортовой номер YL-AAP) выполнявший рейс BT694 из Парижа в Ригу, с 89 пассажирами и 7 членами экипажа, съехал с покрытия ВПП из-за плохих погодных условий. Никто из пассажиров не пострадал. В результате инцидента аэропорт был закрыт 3 часа.